# Varadaraju Sundramoorthy
Varadaraju Sundramoorthy (Singapura, 6 de outubro de 1965), conhecido apenas por V. Sundramoorthy, é um ex-futebolista e treinador de futebol singapurense que atuava como meia-atacante. É atualmente o treinador da Seleção do Laos.

## Carreira
Iniciou a carreira em 1983, defendendo o Singapore FA até 1987, quando foi contratado pelo Basel, que jogaria a segunda divisão suíça após cair no mesmo ano. Com apenas 5 partidas e 3 gols, tornou-se o segundo futebolista de seu país a defender um clube europeu, mas voltou ao futebol asiático em 1988, vestindo as camisas de Kedah, Pahang, Singapore FA (segunda passagem), Kelantan, Woodlands Wellington e Jurong, onde encerrou a carreira em 2003 - em 1999, passou a acumular as funções de jogador e técnico da equipe.

### Carreira internacional
Pela Seleção Singapurense de Futebol, Sundramoorthy atuou em 48 partidas entre 1983 e 1995, tendo feito 20 gols. Foi medalhista de prata nos Jogos do Sudeste Asiático em 1983, 1985 e 1989, e também levou a medalha de bronze nas edições de 1991, 1993 e 1995.

## Carreira de treinador
Além de ter sido jogador e técnico no Jurong entre 1999 e 2003, foi treinador do time Sub-18 da National Football Academy, Young Lions, LionsXII, Negeri Sembilan e Tampines Rovers, além de ter comandado 2 vezes a Seleção Singapurense (em 2003, como interino, e entre 2016 e 2018).
Em outubro de 2018, foi anunciado como novo técnico da Seleção do Laos, ocupando a vaga deixada pelo francês Patrice Neveu.

## Títulos

### Como jogador
Singapure FA
- Liga de Futebol da Malásia: 1 (1985)

Kedah
- Copa da Malásia: 1 (1990)

### Como treinador
LionsXII
- Campeonato Malaio: 1 (2013)

Tampines Rovers
- Singapore Community Shield: 1 (2014)
- Copa da Liga de Singapura: 1 (2014)